# Bajt asz-Szajch Junus
Bajt asz-Szajch Junus (arab. بيت الشيخ يونس) – miejscowość w Syrii, w muhafazie Tartus. W 2004 roku liczyła 2199 mieszkańców.